# Automobiles Madou
Automobiles Madou war ein französischer Hersteller von Automobilen.

## Unternehmensgeschichte
Das Unternehmen Automobiles Madou aus Paris begann 1922 mit der Produktion von Automobilen. Der Name Madou wurde in Anlehnung an die französische Schauspielerin und Sängerin Cora Madou (1891–1971) gewählt. Es bestand eine Zusammenarbeit mit der Société A. Marguerite aus Courbevoie. 1925 oder 1926 endete die Produktion.

## Fahrzeuge
Automobiles Madou verwendete Vierzylinder-Einbaumotoren von verschiedenen Motorenherstellern in den Fahrzeugen. Zur Auswahl standen Motoren von:
- Chapuis-Dornier mit 900 cm³ Hubraum[2][3][4][7]
- CIME mit 1494 cm³ Hubraum[2][3][4][7]
- Ruby mit 985 cm³ und 1094 cm³ Hubraum[2][3][4][7]
- S.C.A.P. mit 1170 cm³ Hubraum[2][3][4][7]

Die Fahrzeuge waren mit offenen, zweisitzigen Karosserien ausgestattet.
Außerdem übernahm Automobiles Madou fünf Exemplare des Modells Marguerite Typ BO von Marguerite, montierte das eigene Markenzeichen und verkaufte diese Fahrzeuge unter seinem Markennamen. Diese Fahrzeuge verfügten über einen Motor von Chapuis-Dornier mit 1095 cm³ Hubraum.

## Sporteinsätze
Ein Fahrzeug startete 1923 beim Herbstrennen in Brooklands.

## Vertriebsorganisation
Die Fahrzeuge wurden von Automobiles Madou unter dem Markennamen Madou vermarktet.